# Ethmostigmus tristis
Ethmostigmus tristis är en mångfotingart som först beskrevs av Frederik Vilhelm August Meinert 1886.  Ethmostigmus tristis ingår i släktet Ethmostigmus och familjen Scolopendridae. Inga underarter finns listade i Catalogue of Life.